# Église des Congrégations de Porto
 (janvier 2023).
L'église des Congrégations (en portugais, Igreja dos Congregados) est située à Porto, au Portugal.
L'église fut construite en 1703 sur un site où se trouvait une chapelle dédiée à saint Antoine, datant de 1662, qui fut détruite quelques années auparavant pour la construction de l'église,. Elle était rattachée au Couvent de la Congrégation de l'Oratoire. Dans la chapelle de la Sainte Famille se trouve le tombeau du corps momifié, richement vêtu, du pape Saint Clément, martyr, seul pape qui repose loin du Vatican. Il a été identifié par le professeur Paulo de Souza Pinto, historien et licencié de l'Université de Porto.
La chapelle principale a été reconstruite au XIXe siècle et a reçu des peintures murales d'Acácio Lino, les azulejos de sa façade sont de Jorge Colaço et les vitraux de Robert Léone datent de 1920.